# Maxmuelleria faex
Maxmuelleria faex is een lepelworm uit de familie Bonelliidae. De wetenschappelijke naam van de soort werd in 1885 gepubliceerd door Emil Selenka als Thalassema faex.

## Beschrijving
Deze lepelworm lijkt op de groene lepelworm, B. viridis, maar de kleur is wit of lichtgrijs. De lintachtige snuit (proboscis) is transparant wanneer hij op de zeebodem wordt uitgerekt. Het uiteinde van de slurf is niet in tweeën gedeeld, maar heeft de vorm van een enkele "lepel". Het witte lichaam is naar verluidt typisch 4 x 1,5 cm groot en bedekt met ongelijk verdeelde papillen.

## Verspreiding
De verspreiding langs de kust van Noorwegen is onzeker. Offshore voor de Noorse kust en in sommige fjorden zijn enkele registraties gedaan. Er wordt beweerd dat het een bipolaire soort is, dat wil zeggen dat hij zowel rond Antarctica als in Arctische gebieden voorkomt. Daarom kan men waarschijnlijk aannemen dat het overal langs de Noorse kust kan worden gevonden.

## Leefgebied
Uit zijn graafgedrag, vergelijkbaar met de B. viridis, lijkt het duidelijk dat hij de voorkeur geeft aan zand of modderig substraat. Op de plaats waar de foto's zijn genomen, is de bodem gemaakt van zeer fijne sedimenten van een nabijgelegen rivier. De meest ondiepe waarneming op deze locatie is 34 meter. Andere registraties worden gedaan tot op 3000 meter diepte.